# Jacopo Filiasi
Jacopo Filiasi (* 1750 in Venedig; † 17. Februar 1829 daselbst) war ein venezianischer Gelehrter, der sich mit Geschichtsschreibung, Naturwissenschaften, Archäologie befasste.

## Leben
Jacopo Filiasi wurde in eine vermögende, aus Padua stammende Familie geboren. Nach dem Tod seines Vaters Antonio gab ihn seine Mutter, die aus Mantua stammende Maria de Bassanesi, zum Unterricht in die Hände des Abtes Benedetto Canossa aus Lucca und, nach einem langen Aufenthalt in Mantua, des Abtes Placido Bordoni, der seinen Wunsch beförderte, sich universalistisches Wissen anzueignen. Da er wirtschaftlich abgesichert war, hatte er Mittel und Gelegenheit, sein Wissen über den Rahmen der Geschichte Venedigs hinaus auszudehnen und sich mit Physik, Hydraulik, Botanik, aber auch Astronomie, Meteorologie oder Archäologie zu befassen. 1787 trat er in die Akademie von Mantua, später in die von Zara und Padua ein und wurde an die Universität von Venedig aufgenommen. Dabei korrespondierte er mit Literaten und Historikern aus allen Teilen Italiens.
Conte der Republik Venedig und zur Zeit Napoleons Chevalier des Ordre de la Couronne de Fer (Orden der Eisernen Krone) überstand er schadlos die politischen Wechsel. Er wurde Elektor im napoleonischen Collegio dei dotti, Mitglied des Direktoriums des Liceo veneziano und der Domfabrik des Markusdoms. Zusammen mit Leopoldo Cicognara und Antonio Diedo war er für den groß angelegten Raub von Denkmälern und Kunstwerken zuständig, die in den aufgelösten Kirchen und Klöstern verstreut waren; mit Giovanni Bonicelli und Iacopo Morelli, dem Bibliothekar der Biblioteca Marciana, stellte er 1815 den Katalog der italienischen Bücher zusammen, die in den Staaten Österreichs verboten waren. Ab 1815 war er mit A. L. de Romano, P. Arctico, F. M. Franceschinis und I. Cicuto für die Beaufsichtigung und Umsetzung des napoleonischen Projekts zur Instandsetzung der Seemauern von Malamocco verantwortlich. Von 1818 bis 1827 war er Generaldirektor der Gymnasien der Provinzen Venetiens.
Doch am meisten Zeit verwandte er auf seine historischen Studien zur Lagune von Venedig. Sein umfangreichstes Werk sind die Memorie storiche de' Veneti primi e secondi.

## Werke (Auswahl)
- Saggio sopra i Veneti primi, Venedig 1781 (Digitalisat, Bd. 1, Digitalisat, Bd. 2).
- Delle strade romane che passavano anticamente pel Mantovano, letta nel 1792 nell'Accademia di Mantova, Guastalla 1792. (Digitalisat)
- Memorie storiche de' Veneti primi e secondi, 8 Bde., Modesto Fenzo, Venedig 1796–1798.
- Digitalisate:
  - Bd. 1, Venedig 1796; Bd. 1 (verbesserte Auflage Padua 1811–1814).
  - Bd. 2, Venedig 1796
  - Bd. 3, Venedig 1796
  - Bd. 4, Venedig 1797
  - Bd. 5, Venedig 1797
  - Bd. 6, Teil 1, Venedig 1797
  - Bd. 6, Teil 2, Venedig 1797
  - Bd. 7, Venedig 1798
  - Bd. 8, Venedig 1798